# Aleksandr Vladímirovich Vólkov
Aleksandr Vladímirovich Vólkov (Kaliningrado, Unión Soviética, 3 de marzo de 1967-Kaliningrado, 19 de octubre de 2019) fue un jugador de tenis ruso.

## Trayectoria
En su carrera conquistó tres torneos ATP y su mejor posición en el ranking de individuales fue el número 14 en agosto de 1993 y en el de dobles fue el 136 en octubre de 1989.